# Temps machine
Temps machine ist ein Buch des französischen Schriftstellers François Bon, das 1993 erschienen ist und aus sechs thematisch locker zusammenhängenden Texten besteht, in denen Erinnerungen an die Arbeit in verschiedenen Fabriken dargestellt werden.

## Inhalt
Temps machine versammelt sechs kurze narrative Texte, die zwischen 10 und 25 Seiten lang sind und in denen die Orte, Maschinen und Gesten der Welt der Fabrik beschrieben werden, die François Bons Verständnis nach im postindustriellen Zeitalter im Verschwinden sind. Mit ihnen verschwindet ihm zufolge nicht nur eine außerordentlich gewalttätige Form der Ausbeutung, sondern auch ein Stolz auf das savoir faire der Arbeiter und die Schönheit der Maschinen.

## Aufbau und Stil
Trotz ihres gemeinsamen Themas und trotz der zahlreichen Elemente, die sich in den verschiedenen Texten wiederfinden, behalten alle sechs Texte ihre Autonomie. Jeder der Texte beruht auf einem anderen Prinzip von Kohärenzbildung, drückt eine andere Haltung gegenüber der Fabrik aus.
Die Besonderheit von Temps machine ist die besondere Beziehung, die der Text zwischen dem Schreiben und dem Beschriebenen aufbaut. Der Text handelt zwar von der Fabrik, aber sein eigentlicher Ausgangspunkt ist nicht die Fabrik an sich, als soziologische Realität, sondern die Erinnerungsbilder, die für François Bon mit der Zeit verbunden sind, in der er in verschiedenen Fabriken arbeitete. Er spricht in diesem Zusammenhang von einer "riesigen plastischen Reserve an Bildern" und solche Bilder von Orten, Maschinen, Situationen und Personen machen das Buch aus. Durch die Erinnerungsarbeit und die literarische Formgebung werden diese Bilder in den öffentlichen Bereich eines Buches eingebracht, wodurch die individuelle Erinnerung eine allgemeinere Bedeutung und Tragweite erhält und damit diese Arbeitswelt "zur Erinnerung einschreibt", wie François Bon formuliert.
Wie schon in Sortie d’usine ist das stilistische Prinzip in Temps machine, die strukturelle und konkrete Gewalt, die die Fabrik den Menschen antut, auf der Ebene des Schreibens der Sprache anzutun und eine raue, manchmal holperig oder abgehackt wirkende Sprache zu entwickeln.

## Entstehungsgeschichte
Diese sechs Texte, mit denen François Bon zu einer Thematik zurückkehrt, die er in seinem ersten Roman, Sortie d’usine von 1982, beschrieben hatte, wurden etwa zur gleichen Zeit, in den Jahren 1991 bis 1992, geschrieben und waren ursprünglich nicht für eine gemeinsame Publikation vorgesehen. Teilweise entstanden die Texte während eines Aufenthalts in Stuttgart, wo sich François Bon im Rahmen eines Autorenstipendiums der Robert Bosch Stiftung aufhielt. Einer der Texte, "Retour usine", thematisiert die Produktion von Generatoren in einer Fabrik des Bosch-Konzerns.
Über ihre Entstehung sagt François Bon, er habe die Texte auf der Grundlage von Träumen und Erinnerungsbildern jeweils in einer Nacht geschrieben:

« Je n’avais pas l’intention d’écrire à nouveau sur cet univers de l’usine… Mais j'avais toujours ces rêves, des souvenirs occultés ; à quatre reprises, il m'est revenu des écrits là-dessus. […]. Les six chapitres du bouquin sont nés comme cela, en une nuit chacun. Je n'avais pas l’intention de les réunir dans un livre, jusqu'au jour où je me suis rendu compte qu'il fallait passer au stade supérieur. Là c'était tout un travail de mémoire personnelle. Là-dessus, sur ce sujet, tout discours est disloqué. Ne restent que quelques images… »

## Textausgabe
- Temps machine. Lagrasse: Verdier, 1993. 108 Seiten. (Eine deutsche Übersetzung liegt derzeit nicht vor.)